# Three Cool Cats
Three Cool Cats (englisch Drei coole Katzen (gemeint: Drei attraktive Frauen)) ist ein Lied von der amerikanischen männlichen Gesangsgruppe The Coasters, das 1959 als Single B-Seite veröffentlicht wurde. Komponiert wurde es von Leiber/Stoller. 1995 wurde Three Cool Cats von der britischen Band The Beatles auf ihrem Kompilationsalbum Anthology 1 veröffentlicht.

## Hintergrund

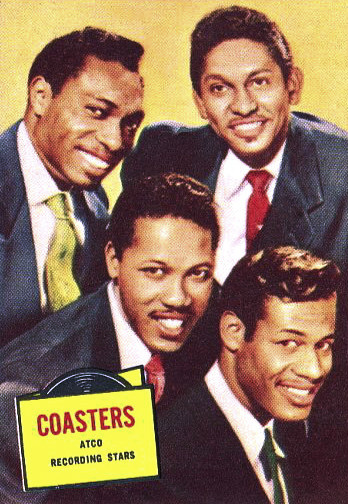
The Coasters (1957)

Jerry Leiber und Mike Stoller schrieben speziell für die Gesangsgruppe The Coasters die Single A-Seite Charlie Brown und die B-Seite Three Cool Cats. Die Aufnahme von Three Cool Cats erfolgte am 17. März 1958 in den Atlantic Recording Studios, in New York City. Die Single erschien am 14. Januar 1959, während die A-Seite Platz 2 der US-amerikanischen Charts erreichte, schaffte Three Cool Cats keine Platzierung.
Three Cool Cats gehörte seit 1960 zum Liverepertoire der Beatles. Während George Harrison den Hauptgesang übernahm, sang John Lennon mit verstellter Stimme die Zeile "Hey man, save one chick for me".
Die erste Studioaufnahme erfolgte am 1. Januar 1962 in den Decca Studios, eine weitere Aufnahme wurde am 29. Januar 1969 während der Aufnahmen zum Album Let It Be in den Apple Studios in London eingespielt. Die letztgenannte Version wurde bisher nicht legal veröffentlicht.

## Aufnahme der Beatles
Der Manager der Beatles, Brian Epstein, konnte Mike Smith, einen Assistenten in der Abteilung A&R bei Decca Records, überzeugen, am 13. Dezember 1961 ein Konzert der Beatles im Cavern Club zu besuchen. Smith war von dem Auftritt so beeindruckt, dass er für den 1. Januar 1962 um 11 Uhr Probeaufnahmen ansetzte. Die Produktionsleitung der Decca Audition hatte Mike Smith in den Decca Studios, Broadhurst Gardens, London, inne, es gab pro Lied nur einen Take, aufgenommen wurde in Mono. Overdubs wurden nicht produziert und eine Abmischung fand nicht statt. Die Beatles spielten also quasi live – innerhalb einer Stunde nahmen sie 15 Lieder auf. Anfang Februar 1962 wurden die Beatles von Decca überraschenderweise abgelehnt.
Neben Three Cool Cats wurden noch die Fremdkompositionen Searchin’ (ein weiterer Titel von The Coasters) und The Sheik of Araby sowie die Lennon/McCartney-Kompositionen Hello Little Girl und Like Dreamers Do auf dem Album Anthology 1 1995 veröffentlicht.
Besetzung:
- John Lennon: Rhythmusgitarre, Hintergrundgesang
- Paul McCartney: Bass, Hintergrundgesang
- George Harrison: Leadgitarre, Gesang
- Pete Best: Schlagzeug

## Veröffentlichung
- Am 14. Januar 1959 erschien von The Coasters die Single Charlie Brown / Three Cool Cats auf Atco Records.
- Am 20. November 1995 erschien Searchin’ auf dem Beatles-Kompilationsalbum  Anthology 1.

## Weitere Coverversionen
- The Ferris Wheel – Can`t Break the Habit[3]
- Ry Cooder –  Chávez Ravine[4]
- Francine – Three Cool Cats[5]
- Terry, Blair & Anouschka – Three Cool Catz